# Mini Motorways
Mini Motorways je strategicky budovatelská hra, kde má hráč za úkol nakreslit efektivní síť silnic pro zvětšující se město. Hra byla vyvinuta novozélandským vývojářem her Dinosaur Polo Club jako volné pokračování hry Mini Metro.
Hra byla poprvé vydána v září 2019 na Apple Arcade a 20. července 2021 byla vydána na platformu Steam. Vývojáři zároveň oznámili, že bude dostupná od začátku roku 2022 i na Nintendo Switch.
Podobně jako Mini Metro je hra vzhledově inspirována minimalismem.

## Hra
Hra je podobná předchozí hře Mini Metro s rozdílem, že hráč má za úkol spojit stejné barevné domy s obchody stejných barev s pomocí silnic. Hráč musí naplánovat trasu tak, aby vozidla mohla dojet do obchodu a vzít si tam jeden bod. Pokud ale auta přijíždějí pomalu, nad obchodem se spustí časovač. Pokud se spustí časovač, hráč má omezený čas a aby časovač zastavil, musí do obchodu dostat více aut. Pokud hráč nedokáže časovač snížit a časovač se naplní, hra končí. Během hry se domy i obchody objevují na mapě náhodně.

### Vylepšení
Hráč má k dispozici na konci každého týdne na výběr mezi dvěma vylepšujícími předměty. S každým vylepšením hráč dostane určitý počet silnic a předmět který si zvolil. Hráč si může vybrat mezi:
- Semafory, které střídají jednotlivé směry, aby byla doprava plynulejší[9]
- Kruhovými objezdy, které dopravu nezpomalí a mohou ji rozdělit[10]
- Tunely a mosty, díky kterým může hráč překonat řeku nebo horu[11]
- Dálnicí, díky které hráč dostane vozidla nad všemi budovami přímo z bodu A do bodu B[10]